# Croix de Mentana
La croix  Fidei et Virtuti ou croix de Mentana est une décoration pour le mérite militaire instituée par le pape Pie IX en 1867 pendant les guerres du Risorgimento, qui fut décernée aux défenseurs de Rome, et notamment à l'armée française, en souvenir des événements survenus dans les États pontificaux cette même année, en particulier la Bataille de Mentana remportée le 3 novembre 1867 par les troupes franco-pontificales sur les volontaires garibaldiens. 
Elle a été reconnue et acceptée par le gouvernement français par décret impérial en 1868. 
Elle est constituée d'une croix d'argent, avec un ruban à 5 bandes égales alternées 3 blanches et 2 bleues.
Le centre de la croix porte à l'avers les armoiries pontificales, c'est-à-dire les deux clefs de Saint Pierre et la tiare ainsi que l'inscription : "FIDEI ET VIRTUTI". Au revers le centre porte une croix entourée de palmes et surmontée de l'inscription : "HINC VICTORIA". Les branches de la croix à l'avers portent les inscriptions : "PP", "PIUS", "IX", "1867".

## Titulaires de cette décoration
- Augustin Numa D'Albiousse (1831-1911), Comte romain héréditaire (1887), né à Uzès le 2 septembre 1831. Commandant (major) des Zouaves pontificaux (1860-1870), Lieutenant Colonel de la Légion des Volontaires de l'Ouest (1870-1871). Chevalier de Saint Louis (1899, Décerné par le comte de Chambord, héritier des rois de France devenu grand maître de l'ordre. Décoration normalement plus décernée depuis 1830), de l'Ordre de Pie IX (1867) et de l'Ordre de Saint-Grégoire-le-Grand (1861). Décoré de la Médaille de Crimée (1856), Médaille commémorative de la campagne d'Italie (1859), de la Médaille de la Valeur Militaire de Sardaigne, Croix de Mentana (1867) et médaille Benemerenti.
- Alphonse-Joseph van Steenkiste (1849-1919), gentilhomme de S.S. le pape Léon XIII, comte par bref pontifical d'avril 1882, Chevalier de l'Ordre de Saint Sylvestre ou de la Milice dorée, décoré de la Croix de Mentana et de la  médaille Benemerenti.
- Léon Frédéric Hubert Metzinger, sous-lieutenant au 35e régiment d'infanterie (France).
- Athanase de Charette de La Contrie
- Louis-Martin de Courten
- Aymar de Dampierre